# Movilización Democrática (Brasil)
Movilización Democrática (MD), en portugués Mobilização Democrática, fue un partido político brasileño resultado de la fusión de tres partidos que no lograron superar la cláusula de barrera en las elecciones del 2006. Los partidos son, por orden de número de votos, PPS, PMN y PHS.
Con la unión de los partidos, MD disponía de 26 diputados y un único senador. Sin embargo, al declararse inconstitucional la cláusula de barrera, los partidos vuelven a ser independientes, desapareciendo el partido antes incluso de obtener su registro definitivo.